# Herman Gorter
Herman Gorter (Wormerveer, Países Baixos, 26 de novembro de 1864 — Bruxelas, 15 de setembro de 1927) foi um poeta e comunista conselhista holandês. Foi o membro principal dos Tachtigers, um influente grupo de escritores neerlandeses que trabalharam conjuntamente em Amesterdão na década de 1880 arredor do jornal literário De Nieuwe Gids (O novo guia).

## Poeta
O primeiro livro publicado por Gorter continha um longo poema épico de quatro mil versos intitulado Mei (Maio), que marcou a sua reputação de grande escritor desde a sua publicação em 1889 e que é hoje considerado como a obra fundamental da literatura impressionista holandesa. Em 1890 publicou uma segunda obra, intitulada Verzen (Versos), que continha uma coleção de pequenos poemas líricos e que também foi considerada uma obra essencial.

## Político
Como o resto dos Tachtigers, Gorter mantinha um interesse certo pela política de esquerda, tornando-se o membro mais politicamente comprometido do grupo por meio dos seus escritos de teoria socialista. Em 1897, aderiu ao Partido Social-Democrata dos Trabalhadores (SDAP) e em 1909 participou na cisão do SDAP que deu origem ao Partido Social-Democrata (SDP) neerlandês. Em 1912 escreveu um novo poema épico intitulado Pan que descrevia como depois da Primeira Guerra Mundial tinha lugar uma revolução socialista global. Em 1917, recebeu a Revolução russa como o início daquela revolução socialista global, apesar do qual ele rapidamente se revelou como opositor às práticas de Lenin. Em 1919, Gorter abandonou o SPD, que desde 1918 tinha mudado o seu nome pelo de Partido Comunista dos Países Baixos (CPN) e viajou a Alemanha. Lá, integrou-se no Partido Comunista da Alemanha (KPD) até 1920, quando dirigiu uma cisão conselhista de 50 000 militantes que se opunham ao centralismo democrático aplicado na União Soviética por Lenin e que imediatamente fundaram o Partido Comunista Operário da Alemanha (KAPD). Quando o KAPD sofreu a sua cisão interna entre o grupo de Berlim e o de Essen, Gorter aderiu ao último junto com líderes destacados como Arthur Goldstein, Bernhard Reichenbach e Karl Schröder, e liderou a integração da fação de Essen na Internacional Comunista Operária.
Gorter morreu em Bruxelas em 1927.